# FinnFest USA
FinnFest USA — это ежегодный фестиваль, как правило проводящийся летом в различных городах Соединённых Штатов Америки. Цель фестиваля является празднование культуры Финляндии, финно-американской общины и финской культуры. Организатором мероприятия является некоммерческая организация со статусом 501(c)(3), национальный офис которой в настоящее время расположен в штате Миннесота, в городе Миннеаполисе.
Первый фестиваль состоялся в 1983 году в Миннеаполисе и собрал около 1000 участников. Впоследствии фестивали проводились в разных уголках США, преимущественно в регионах, имеющих исторические связи с финно-американской культурой. Число участников варьировалось от 2000 до 7000 человек в зависимости от места проведения. Среди гостей, артистов и лекторов часто бывают и представители Финляндии.
Программа фестиваля включает лекции, мастер-классы, концерты, кинопоказы, театральные постановки, танцы, выставки и церемонии. Финансирование мероприятия осуществляется за счёт регистрационных взносов, продажи билетов, лотерей, а также пожертвований и спонсорской поддержки.
Фестивали 2020 и 2021 годов проходили в виртуальном формате в связи с пандемией COVID-19. В 2023 году фестиваль состоялся в городе Дулут, штат Миннесота.

## Двухсотлетие США и зарождение концепции "Finn Fest"
Первый фестиваль произошёл в регионе «Твин-Ситис» (Миннеаполис и Сент-Пол, Миннесота) состоялся в 1975 году. Он стал образцом для более масштабных культурных инициатив финноамериканской общины. В 1976 году, в рамках празднования двухсотлетия независимости США, местные комитеты по всей стране организовали масштабные мероприятия, посвящённые финской диаспоре. Эти фестивали стали важной вехой в признании вклада финнов в американскую историю и культуру, а также придали видимость одной из самых малочисленных иммигрантских общин США. Так же именно в 1976 году впервые было использовано название «Finn Fest» для обозначения серии финноамериканских фестивалей, прошедших в рамках двухсотлетия США. Эти мероприятия стали новым способом культурной связи между современной Финляндией и США.

### Участие Финляндии
Финляндия активно поддержала эти инициативы, направив официальных докладчиков, историков и организовав совместные культурные проекты. Президент Финляндии Урхо Кекконен лично посетил три мероприятия: в Хэнкоке, Миннеаполисе и Нью-Йорке. Впоследствии будущие президенты Финляндии, такие как Саули Ниинистё и Тарья Халонен, также посещали фестиваль.